# Klementyna Zielniok-Dyś

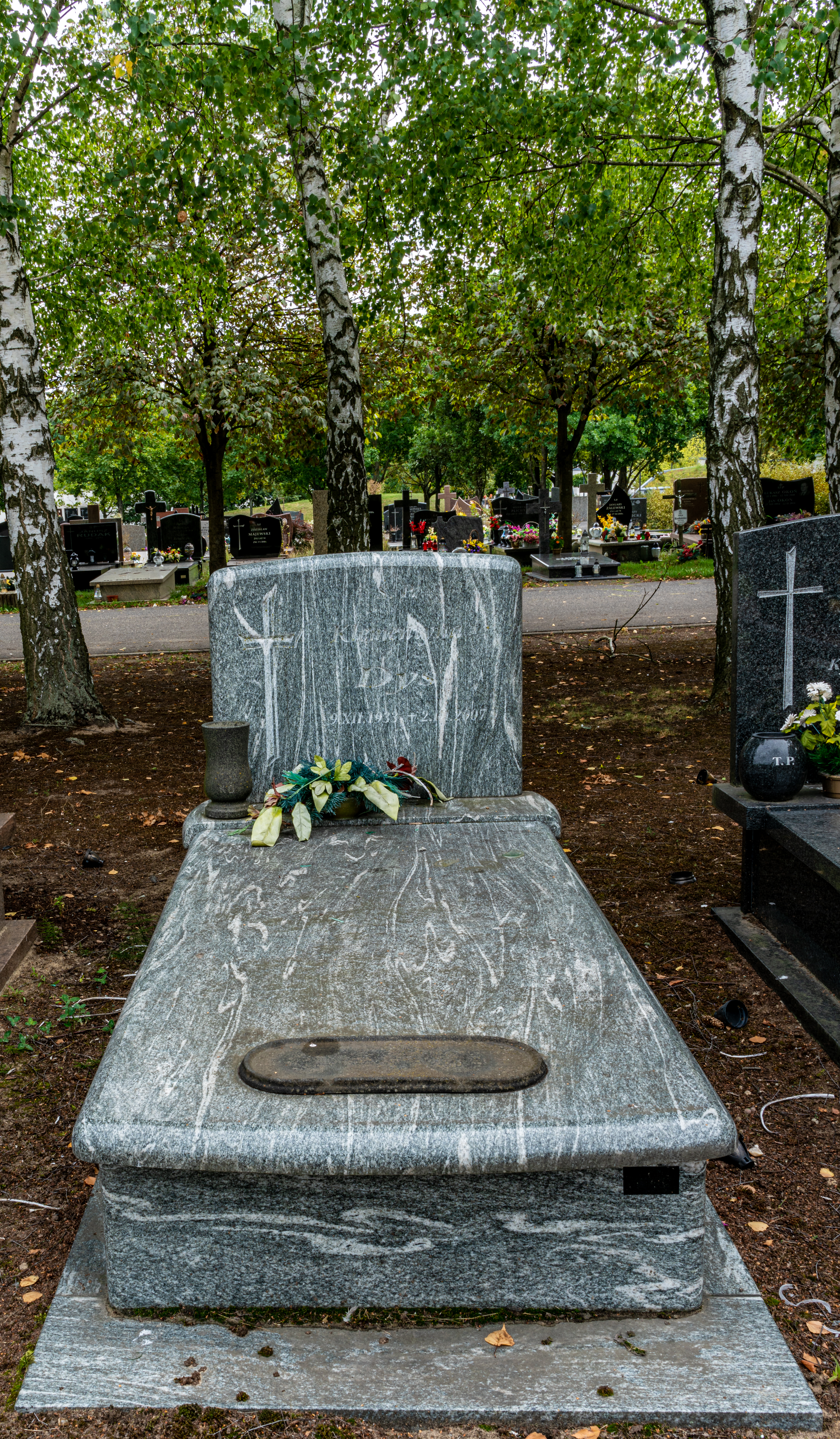
Grób Klementyny Zielniok-Dyś na cmentarzu Komunalnym Północnym w Warszawie

Klementyna Zielniok, po mężu Dyś (ur. 9 grudnia 1933, zm. 2 marca 2007) – polska siatkarka, wicemistrzyni świata (1952), brązowa medalistka mistrzostw Europy (1955).

## Kariera sportowa
Pierwsze sukcesy klubowe osiągnęła ze Spójnią Warszawa, zdobywając wicemistrzostwo Polski w 1953 i 1954 oraz brązowy medal mistrzostw Polski w 1957. Od 1958 reprezentowała barwy AZS-AWF Warszawa, z którym wywalczyła mistrzostwo Polski w 1960, 1962 i 1963 oraz wicemistrzostwo Polski w 1959 i 1961.
W reprezentacji Polski debiutowała 24 kwietnia 1952 w towarzyskim spotkaniu z drużyną Wissenschaft Halle. Zdobyła m.in. wicemistrzostwo świata w 1952 i brązowy medal mistrzostw Europy w 1955. Ostatni raz w biało-czerwonych barwach wystąpiła 3 października 1961 w towarzyskim spotkaniu z Japonią.
Została pochowana na Cmentarzu Komunalnym Północnym na Wólce Węglowej w Warszawie.